# Pontiac Torrent
Pontiac Torrent byl středně velký crossover vyráběný společností General Motors pro modelové roky 2006 až 2009 jako náhrada za kontroverzní Pontiac Aztek. Torrent byl přestylizovaná verze první generace Chevroletu Equinox.
S Equinoxem sdílel základní strukturu a mechaniku, odlišoval se však designem přední a zadní části vozu, sportovnějším zavěšením a citlivějším posilovačem řízení. Šestiválcový motor s obsahem 3,4 litrů a s výkonem 138kw) sdílel s Equinoxem. Převodovka byla automatická, pětistupňová.

## GXP

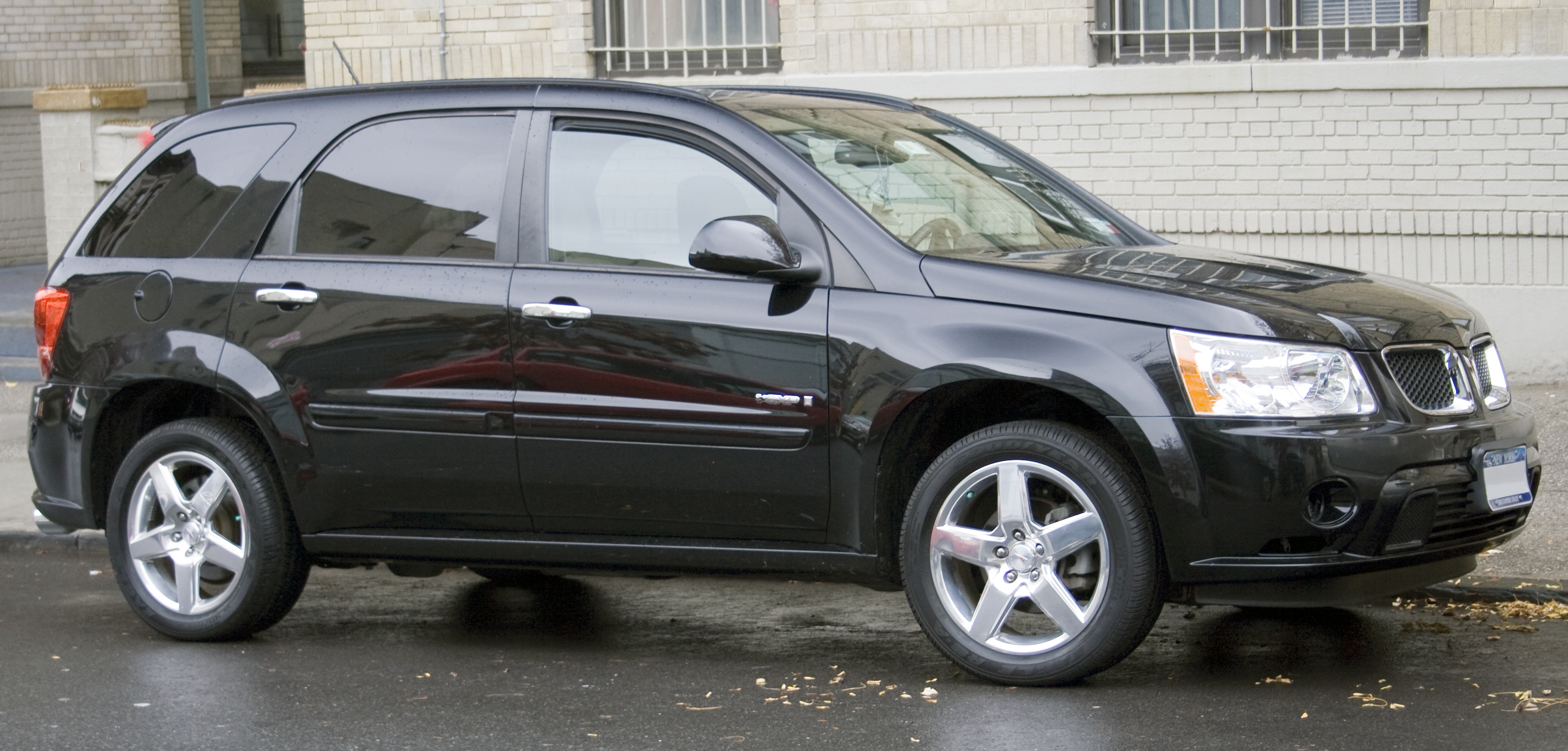
2008 Pontiac Torrent GXP

Sportovní výbava GXP byla uvedena na trh v roce 2007 s novou šestistupňovou automatickou převodovkou a s novým 3,6 litrovým DOHC SFI V6 motorem s výkonem 197kW. Pontiac uváděl zrychlení z 0 na 97 km/h za 6,9 sekundy. Mezi další výbavu patřili osmnácti-palcová chromová kola, sportovní kapota, přední a zadní sportovní body-kit, vylepšené zavěšení, hydraulický posilovač řízení (standardní Torrent jej měl elektrický), elegantní interiér, dvojitý chromový výfuk a GXP odznáčky. Navigační systém byl, stejně jako vyhřívané sportovní kožené sedačky, DVD systém a střešní okno, za příplatek. GXP se začal prodávat na podzim roku 2007 jako model roku 2008.
General Motors opakovaně propagoval Torrent GXP v televizních reklamách, ve kterých tvrdil, že má více koní než BMW X3, ve snaze udělat ze značky Pontiac konkurenta německému výrobci.

## Podium Edition
K příležitosti k Zimním olympijským hrám 2010 v kanadském Vancouveru Pontiac roku 2008 představil výbavu Podium Edition, prodávanou pouze v Kanadě.

## Ukončení výroby
Výroba Pontiacu Torrent byla ukončena po modelovém roce 2009 kvůli zrušení značky Pontiac roku 2010. Poslední Torrent sjel z montážní linky 2. září 2009. Původně měl být Torrent nahrazen SUV značkou Buick, nakonec ho v roce 2010 General Motors nahradil vozem GMC Terrain.

## Prodeje
| Kalendářní rok | Prodej (USA) |
| -------------- | ------------ |
| 2005           | 10,303       |
| 2006           | 43,174       |
| 2007           | 32,644       |
| 2008           | 20,625       |
| 2009           | 9,638        |
| Celkem         | 116,375      |